# Claro (Porto Rico)
Claro Puerto Rico (originariamente Puerto Rico Telephone Company) è il primo operatore di telefonia mobile a Porto Rico con 1,8 milioni di utenti e quindi una quota di mercato del 45,17% (a settembre 2024).